# Bryolymnia monodonta
Bryolymnia monodonta är en fjärilsart som beskrevs av William James Kaye 1922. Bryolymnia monodonta ingår i släktet Bryolymnia och familjen nattflyn. Inga underarter finns listade i Catalogue of Life.